# Ammerland
Ammerland là một huyện ở Niedersachsen, Đức. Các đơn vị giáp ranh (từ phía đông theo chiều kim đồng hồ) là: thành phố Oldenburg và các huyện Oldenburg, Cloppenburg, Leer, Friesland và Wesermarsch.
Huyện được lập năm 1933 và có địa giới gần trùng với vùng lịch sử này.

## Các thành phố và đô thị
| Thành phố      | Đô thị                                                           |
| -------------- | ---------------------------------------------------------------- |
| 1. Westerstede | 1. Apen 2. Bad Zwischenahn 3. Edewecht 4. Rastede 5. Wiefelstede |